# Shinsengumi

Bandeira do Shinsegumi

Shinsengumi (新選組 ou 新撰組) foi uma tropa especial que serviu ao xogunato no período final do Bakufu. A tropa estava sob o comando direto do Kyōto Shugoshoku (Domínio de Aizu) do Xogunato.

## História
Seus principais membros eram espadachins da região de Tama, em Edo, e a sua missão era proteger a cidade de Kyoto, que havia se transformado em um inferno de sangue e mortes por causa dos monarquistas que na época ainda agiam cada um por si. Vestindo uniformes azuis-claros com detalhes de branco e agindo sob a bandeira escarlate com o ideograma para a sinceridade, eles eram chamados de Miburo, os Lobos de Mibu que fizeram Kyoto tremer de terror com as suas espadas letais e um espírito que sobrepujava o medo da morte. Foram derrotados pelas armas de fogo modernas e desapareceram da história, mas provavelmente foram o último, o maior e o mais forte grupo de espadachins da história do Japão.

## Antecedentes
Quando o Comodoro Perry chegou ao Japão, o país foi atirado ao terror massivo. A maioria do Japão era xenofóbica, pois o Japão passara todo o governo de quase 300 anos sob o domínio do Xogunato Tokugawa sem contato com nenhum estrangeiro, exceto raros casos de intercâmbio com a China e os Países Baixos. O Xogunato decidiu abrir as portas para os gaijins (estrangeiros), para aprender com eles e depois usar os próprios artifícios contra eles. Porém, houve vários descontentes com isso, principalmente os samurais dos Domínios de Chōshū e Satsuma, que decidiram fazer uma revolução sob o slogan Sonnō-jōi (reverenciar o Imperador e expulsar os bárbaros). 

Pretendiam, principalmente, devolver o poder ao Imperador, expulsando o Xogunato do poder. Esses foram os chamados Ishin Shishi (Leões da Revolução). Diante disso, muitos ronins se instalavam em Kyoto, pretendendo ajudar o país, mas sem saber que pensamento ou grupo seguir. Então, começou a haver várias tropas chamadas de Roshitais (Roshi é o mesmo que Ronin, ou seja, samurais sem senhor) a favor do Xogunato.

## Formação
No distrito de Tama, perto de Edo, havia um dojo de kenjutsu, o Shieikan, que praticava o estilo Tennen Rishin Ryuu. O mestre do dojo era Kondō Isami, e os três principais alunos eram Hijikata Toshizō, Inoue Genzaburō e Okita Sōji. Esses quatro viviam como irmãos no dojo, e havia vários amigos que visitavam o dojo, entre eles Nagakura Shinpachi, Harada Sanosuke e Tōdō Heisuke. Quando souberam da movimentação que havia em Kyoto, decidiram seguir viagem para lá, para ajudar o país, deixando o dojo aos cuidados do irmão mais novo de Hijikata.
Lá chegando, foram alistados por Kiyokawa Hachirō  (um ronin do Domínio de Shonai), após passar pelos "exames de admissão". Treze roushis, incluindo Kondō e seus amigos, foram nomeados como Defensores de Kyoto pelo Daimiô do Domínio de Aizu, Matsudaira Katamori. Porém, apesar de Kiyokawa atuar publicamente como pró-Xogunato, ele na verdade estava do outro lado. O que queria era reunir uma tropa de roushis em nome do Xogunato, mas treiná-los para serem Ishin Shishis. Ele planejava atacar o alojamento gaijin de Yokohama, incendiar as casas e matar os estrangeiros, para que a diplomacia do Xogunato, bem como sua imagem, caísse o mais baixo possível. O Xogunato soube disto, e enviou assassinos para eliminar Kiyokawa, no dia 13 de abril do 3º ano da era Bunkyuu (1863), antes que o seu plano pudesse ser executado. Depois disto, os antigos membros do Shieikan insistiram em auxiliar o Xogunato, e formaram uma facção do Shinsengumi, com 13 membros. Foi aí que o kanji Makoto (fidelidade) foi escolhido como estandarte do grupo. Houve algumas discussões sobre isso: Kondō insistiu no Makoto e Serizawa no Ryu (Dragão).
Serizawa Kamo, porém,não era flor que se cheirasse. Mestre do estilo Shintou Munem Ryuu, ele era famoso por usar um leque de ferro como arma e frequentava bordéis, matava pessoas ao seu bel-prazer, se embriagava, e comportava-se de maneira impertinente, usando sua posição como "Comandante do Shinsengumi" para acobertar os seus erros. Daí surgiu o apelido "Lobos de Mibu": a tropa se reuniu primeiro na vila de Mibu, e então o nome Miburo (Roushis de Mibu), se tornou Miburo (Lobos de Mibu). A tropa tornou-se desprezada em toda Kyoto. A gota d'água para Kondō e Hijikata foi quando Serizawa trouxe uma prostituta para o alojamento do Shinsengumi. Eles eram homens de altos princípios morais e apegados aos códigos de honra dos samurais.

Por outro lado, Niimi não era muito melhor. Quando a tropa estava viajando para Kyoto, um incêndio aconteceu no hotel em que estavam hospedados e Kondō levou toda a culpa pela negligência. Mais tarde ele foi ridicularizado por Serizawa e Niimi. Algumas semanas mais tarde, porém, Hijikata e os outros descobriram a verdade: Niimi estava exigindo descontos (e outros serviços luxuosos) de um certo lojista, que se recusou a atendê-los porque sua exigências eram ridículas. Enfurecidos, os dois dispararam um canhão, que viajava com a tropa e estava sendo armazenado no saguão do hotel. Porém, eles se descuidaram e o hotel se incendiou. Hijikata conseguiu descobrir evidências suficientes para incriminar Niimi, e  ordenou que este cometesse seppuku. Depois disto, as hostilidades entre Kondō e Serizawa se tornaram mais e mais insanas. Finalmente, em 18 de setembro de 1863, Serizawa e outros membros corruptos do Shinsengumi foram assassinados por um grupo de extermínio especial, composto por Inoue, Yamanami, Tōdō, Harada e Okita.

## Reagrupamento

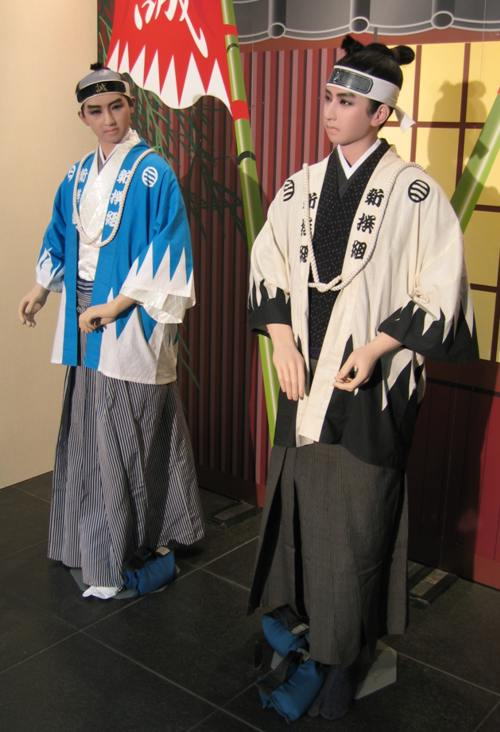
Manequins com os uniformes dos shinisegumi

Membros vieram e se foram, usualmente por decapitações e seppuku. Depois do caso Serizawa, Kondō e Hijikata resolveram melhorar a qualidade dos seus membros, não somente aumentando a dificuldade dos "testes de admissão", como também decapitando, assassinando e ordenando seppuku a qualquer membro que fosse apanhado violando o Bushido.
O Shinsengumi havia prendido um dos mais importantes homens do Ishin Shishi, Kiemon. Este foi torturado cruelmente e sem piedade. Mas o Shinsengumi só havia conseguido seu nome verdadeiro, Shuntarou Furutaka. Porém, Toshizou Hijikata perdeu a paciência e submeteu Furutaka a uma tortura mais cruel, até que ele confessasse tudo; o plano dos monarquistas era o seguinte:
1. Aproximadamente no dia 20 de Junho de 1864, os monarquistas iriam escolher uma noite com bastante vento para atear fogo em Kyoto. Dependendo do caso, eles iriam cercar o palácio de Kyoto com chamas.
2. Aproveitando o caos criado, emboscariam e matariam todos os homens importantes do Xogunato.
3. Então sequestrariam o Imperador e o levariam ao Domínio de Chōshū.

Os monarquistas estariam reunidos na Hospedaria Ikeda e na Hospedaria Shikoku. Sem imaginar que os Shinsengumi haviam descoberto os seus planos, os monarquistas se reúnem na Hospedaria Ikeda. O Comissariado Militar de Kyoto é alertado sobre o perigo e trata de juntar-se ao exército do Comissariado e a outras organizações e feudos para atacar os monarquistas.

Entretanto, duas horas depois, sem que ninguém houvesse chegado, o Shinsengumi decide agir sozinho. O Comandante dos Lobos de Mibu, Kondō Isami, forma dois grupos para atacar as duas Hospedarias ao mesmo tempo. E assim começa uma batalha que dura duas horas, na qual os monarquistas foram massacrados. Esse acontecimento ficou conhecido como o Incidente da Hospedaria Ikeda (Ikeda-ya Jiken ou Ikeda-ya no Hen).

Depois do confronto, não sobrou quase nada da Hospedaria. E a volta triunfal do Shinsengumi foi acompanhada por um mar de pessoas, impressionadas ao ver os homens completamente cobertos de sangue. Este incidente lançou o nome da tropa ao "estrelato" e, por causa dessa atuação, o Imperador mostrou o seu apreço pelos Miburo.
Yamanami Keisuke, meses antes do Incidente da Hospedaria Ikeda saiu do Shinsengumi, mas foi capturado por Okita Soji e obrigado a cometer Seppuku.
Mais tarde, em 1865, Chuuji (Tadaji) Matsubara cometeu Seppuku por causa de uma decepção amorosa.
Kawai Mikisaburou foi executado por não ter conseguido justificar um rombo financeiro nas contas do grupo que ele provocou sem querer.
Os irmãos Tani (Tani Sanjūrō, Tani Shuntarō e Tani Kondō Shuhei) eram uma grande fonte de problemas dentro do Shinsengumi. Acabaram sendo mortos por Saitō Hajime.
Takeda Kanryūsai tentou fugir para o Domínio de Satsuma, mas foi descoberto e morto por Saitō Hajime.
Itō Kashitarō, Suzuki Mikisaburō e Tōdō Heisuke e mais algumas pessoas tentaram sair do Shinsengumi usando como pretexto a morte de Keisuke Yamanami, mas foram mortos em 13 de dezembro de 1867. Alguns membros do grupo dissidente sobreviveram, e conduziram atentados contra as vidas de Okita e Kondō.
Mais tarde, ocorreu a aliança entre os domínios de Chōshū e Satsuma (os mais atuantes feudos monarquistas). A seguir, o Xogun Tokugawa Yoshinobu devolveu o poder político para o Imperador, que logo depois assumiu oficialmente o governo do Japão.
Em seguida, tivemos a Guerra Boshin, que marcou o fim da Era Tokugawa e o início da Era Meiji. Na primeira batalha, a de Toba e Fushimi, vários membros do Shinsengumi morrem, entre eles Inoue e Susumu.
Kondō foi preso e decapitado em 25 de abril de 1868.
Okita morreu de tuberculose em 30 de maio do mesmo ano.
Nagakura e Harada foram expulsos do Shinsengumi após uma violenta discussão com Hijikata, e formaram o Seiheitai. Mais tarde, Harada juntou-se ao Shogitai.

Durante a segunda batalha da Guerra Boshin, a Batalha de Ueno, em Edo, Harada foi dado como morto. Há lendas de que ele sobreviveu e foi para a Mongólia, tornando-se o líder dos nômades de lá.

Saitou lutou até o fim, mas a 3ª divisão do Shinsengumi foi massacrada, e ele dado como morto. Porém, sobreviveu, foi para o Domínio de Aizu, casou-se com Tokio Takagi, teve três filhos, tornou-se policial espadachim e mudou seu nome para Gorou Fujita.
Nagakura voltou ao seu feudo de origem, mudou seu nome para Yoshie Toshimura, tornou-se instrutor de Kendo de uma penitenciária de Hokkaido e até escreveu uma biografia sobre os seus tempos no Shinsengumi.
Em Hokkaido que a vida e as lutas de Toshizou Hijikata, o "demônio do Shinsengumi", chegaram ao fim. Ele e os demais sobreviventes dos Miburo estabeleceram uma república independente, a República de Ezo. Durante algum tempo eles derrotaram todas as expedições do Governo Meiji que foram enviadas para lá. Até que, durante a última batalha da Guerra Boshin, a Batalha de Hakodate, Toshizou Hijikata foi morto por tiros de metralhadora, a 11 de maio de 1869. A morte de Hijikata marca o final da história do Shinsengumi.

## As Cinco Leis do Shinsengumi
Havia um código de conduta básico que os integrantes do Shinsengumi deviam seguir, composto de cinco leis:
- "Não é permitido se desviar do caminho que um homem deve trilhar"
- "Não é permitido sair do Shinsengumi"
- "Não é permitido arrecadar dinheiro para proveito próprio"
- "Não é permitido se envolver em processos jurídicos de terceiros"
- "Não é permitido se envolver em lutas de caráter particular"

A transgressão de qualquer uma delas significava literalmente a morte do transgressor.

## Principais integrantes
- Kondō Isami (comandante)
- Serizawa Kamo (Inicialmente comandante antes do Kondō)
- Niimi Nishiki
- Itō Kashitarō
- Hijikata Toshizō (sub-comandante)
- Keisuke Yamanami  (sub-comandante junto com Hijikata)
- Okita Sōji (capitão da 1ª divisão)
- Nagakura Shinpachi (capitão da 2ª divisão)
- Saitō Hajime (capitão da 3ª divisão)
- Tadaji Matsubara (capitão da 4ª divisão)
- Takeda Kanryūsai  (capitão da 5ª divisão)
- Inoue Genzaburō (capitão da 6ª divisão)
- Tani Sanjūrō (capitão da 7ª divisão)
- Tōdō Heisuke (capitão da 8ª divisão)
- Suzuki Mikisaburō (capitão da 9ª divisão)
- Harada Sanosuke  (capitão da 10ª divisão)
- Kai Shimada ("sargento")
- Susumu Yamazaki ("espião")

## Observações
- A justiça Aku Soku Zan, que significa do japonês para o português O mal imediatamente eliminado, presente no mangá e anime Samurai X é totalmente fictício. Alguns personagens de Samurai X são inspirados em membros do Shinsengumi, seja pelo traço do desenho e/ou pela personalidade: Soujirou Seta em relação a Souji Okita, Aoshi Shinomori em relação a Toshizou Hijikata e Sanosuke Sagara em relação a Sanosuke Harada. Hajime Saitou tornou-se um personagem do próprio mangá e anime, que também utilizava em breves passagens alguns dos demais membros do grupo.
- A cor do uniforme é algo que ainda provoca controvérsia. Embora na maioria dos romances e filmes a cor seja azul-claro, algumas fontes apontam que a cor seria amarelo-claro, a cor do feudo de Aizu, seu patrono.
- O Anime "Peace Maker Kurogane" é ambientado na época do Bakumatsu e retrata o incidente da hospedaria Ikeda do ponto de vista dos membros do Shinsengumi. Embora tenha partes de ficção, contém algum conteúdo historicamente real. O anime se passa em sua maioria no quartel general do Shinsengumi em Kyoto.
- No episódio 18 de Dekaranger, Akaba Banban, o DekaRed, aparece trajando uma roupa Shinsengumi (azul-claro, como descrita acima), o que chama a atenção de seus companheiros. Ele explica que um de seus ancestrais, Akaza Banoshin, era membro do grupo armado.
- No anime Gintama,o autor faz uma homenagem ao Shinsengumi criando um grupo de mesmo nome para trama e com os membros de nomes trocados. Exemplo: Toshizou Hijikata = Toushirou Hijikata. Tendo as contradenças trocadas, o uniforme presente em gintama e de uma cor escura, Negro com detalhares em dourado.
- No anime Hakuouki: Reimeiroku, é contada a história do início dos Shinsengumi, na época de Serizawa.
- No anime Hakuouki: Shinsengumi Kitan, a história gira em torno de uma garota que viaja disfarçada de homem (por ser perigoso) para Kyoto, em busca do seu pai desaparecido, e conhece os membros do grupo samurai Shinsengumi durante sua jornada.
- No anime e mangá Medaka Box, em determinado momento o personagem Kumagawa Misogi nomeia um grupo seu como Shinsengumi.